# Back to Black (film)
Back to Black è un film del 2024 diretto da Sam Taylor-Johnson e scritto da Matt Greenhalgh basato sulla vita della cantautrice britannica Amy Winehouse, interpretata da Marisa Abela. Il film vede protagonisti anche Jack O'Connell, Eddie Marsan e Lesley Manville.
La pellicola è incentrata sui primi anni della carriera di Amy Winehouse fino al successo ottenuto con i singoli Rehab e Back to Black.

## Trama
Il film racconta la vita e la carriera della cantautrice londinese Amy Winehouse, dalla sua ascesa nel mondo della musica fino alla prematura morte a soli 27 anni, andando a toccare aspetti della sua sfera privata: il dolore per la separazione dei genitori, il profondo legame con la nonna Cynthia, i disturbi alimentari, la dipendenza da alcol e droghe, la turbolenta relazione con Blake Fielder-Civil. Una voce straordinaria che nascondeva una donna fragilissima.

## Produzione
Un primo tentativo di realizzare per il grande schermo un film biografico sulla famosa artista britannica fu annunciato nel 2015 con
Noomi Rapace in trattative per il ruolo della protagonista e Kristen Sheridan come sceneggiatrice e regista del progetto, che sarebbe stato infine prodotto da Alexandra Whitlin a cui fecero in seguito anche discussioni con il padre della cantante, Mitch Winehouse, per ottenere i diritti delle canzoni originali.
Nel luglio 2022 è stato annunciato che StudioCanal avrebbe prodotto un film su Amy Winehouse per la regia di Sam Taylor-Johnson e una sceneggiatura firmata da Matt Greenhalgh. Nel gennaio 2023 si sono uniti al cast Jack O'Connell, Eddie Marsan, Lesley Manville e Marisa Abela nel ruolo della cantante.
Le riprese principali si sono svolte a Londra tra il gennaio e l'aprile 2023, con location che annoveravano il Ronnie Scott's Jazz Club, Fitzroy Square, lo zoo di Londra e la strada davanti al primo appartamento di Amy Winehouse a Camden Town e Primrose Hill.

## Promozione
Il primo trailer del film è stato pubblicato l'11 gennaio 2024, mentre il trailer italiano è stato diffuso il 9 febbraio.

## Distribuzione
La distribuzione nel film nelle sale britanniche è avvenuta il 12 aprile 2024, mentre in Italia il 18 aprile seguente.

## Riconoscimenti
2024 - Golden Trailer Awards
- Candidatura per miglior dramma

2024 - Hollywood Music in Media Awards
- Candidatura per film a tema musicale , biografico o musicale

2024 - The British Independent Film Awards
- Candidatura per miglior interpretazione non protagonista a Jack O'Connell
- Candidatura per miglior trucco e acconciatura
- Candidatura per migliore supervisione musicale

## Accoglienza

### Incassi
Il film ha incassato globalmente 51026615 $.

### Critica
Il film, sin dalla sua uscita, è stato accolto tiepidamente dalla critica. Sul sito aggregatore di recensioni Rotten Tomatoes, il 35% delle 181 recensioni della critica sono positive; Metacritic, che utilizza una media ponderata, ha assegnato al film un punteggio di 43 su 100, sulla base di 45 critici, indicando recensioni "miste o medie".
Silvia Argento scrive su Cinefacts.it "Back to Black sembra voler trasporre la vita di Amy Winehouse in modo equilibrato e con particolare attenzione al lato musicale, al netto di alcuni difetti che, se non totalmente giustificati, sono almeno tollerabili nel contesto globale della pellicola" e ancora "Taylor-Johnson crea un buon equilibrio fra la rappresentazione degli eccessi di una vita al limite e le scene musicali; il film intrattiene grazie a un buon cast e a una regia mai troppo sopra le righe e profondamente contemporanea, che riserva un tocco vintage solo ai momenti delle esibizioni, come è proprio dello stile di Winehouse".